# Cyathea humbertiana
Cyathea humbertiana är en ormbunkeart som först beskrevs av Carl Frederik Albert Christensen, och fick sitt nu gällande namn av Karel Domin. Cyathea humbertiana ingår i släktet Cyathea och familjen Cyatheaceae. Inga underarter finns listade.